# Эллен, Пауль
Па́уль Э́ллен (нем. Paul Aellen, 1896—1973) — швейцарский ботаник-систематик.

## Биография
Родился в Базеле 13 мая 1896 года. С 1915 года Пауль Эллен учился на факультете естественных наук Базельского университета, окончил его в 1921 году.
С 1921 по 1927 год Эллен был директором Школы Песталоцци в Шаффхаузене. Затем он некоторое время преподавал в различных учебных заведениях Базеля, в 1928 году стал работать в школе для умственно отсталых детей.
В 1958 году Эллен ушёл на пенсию из-за ухудшавшегося состояния здоровья. 19 августа 1973 года в Хайлигеншвенди он скончался после приступа астмы.
Основной гербарий Эллена хранится в Женевском ботаническом саду (G). В нём объединены 50 тысяч образцов Вильгельма Хертера из Уругвая, 30 тысяч образцов Гуальтерио Лозера из Чили, тюрингский гербарий Рихарда Шойермана, а также множество других коллекций.
Эллен был соавтором раздела семейства Маревые книги «Флора СССР». Основным автором текста являлся Модест Михайлович Ильин.

## Некоторые научные работы
- Aellen, P. Revision den australischen und neuseeländischen Chenopodiaceen (нем.) // Botanische Jahrbücher fur Systematik, Pflanzengeschichte und Pflanzengeographie : magazin. — 1937—1938. — Bd. 68, Nr. 3/4. — S. 345—434.

## Роды и некоторые виды, названные в честь П. Эллена
- Aellenia Ulbr., 1934
- Atriplex aellenii Sukhor., 2013
- Bassia aellenii Ising, 1964 [≡ Sclerolaena aellenii (Ising) A.J.Scott, 1978]
- Erigeron aellenii Rech.f., 1950 [≡ Psychrogeton aellenii (Rech.f.) Grierson, 1967]
- Oxytropis aellenii Vassilcz., 1980
- Salsola aellenii Botsch., 1974
- Silene aellenii Sennen, 1936
- Taraxacum aellenii Soest, 1960